# Mire

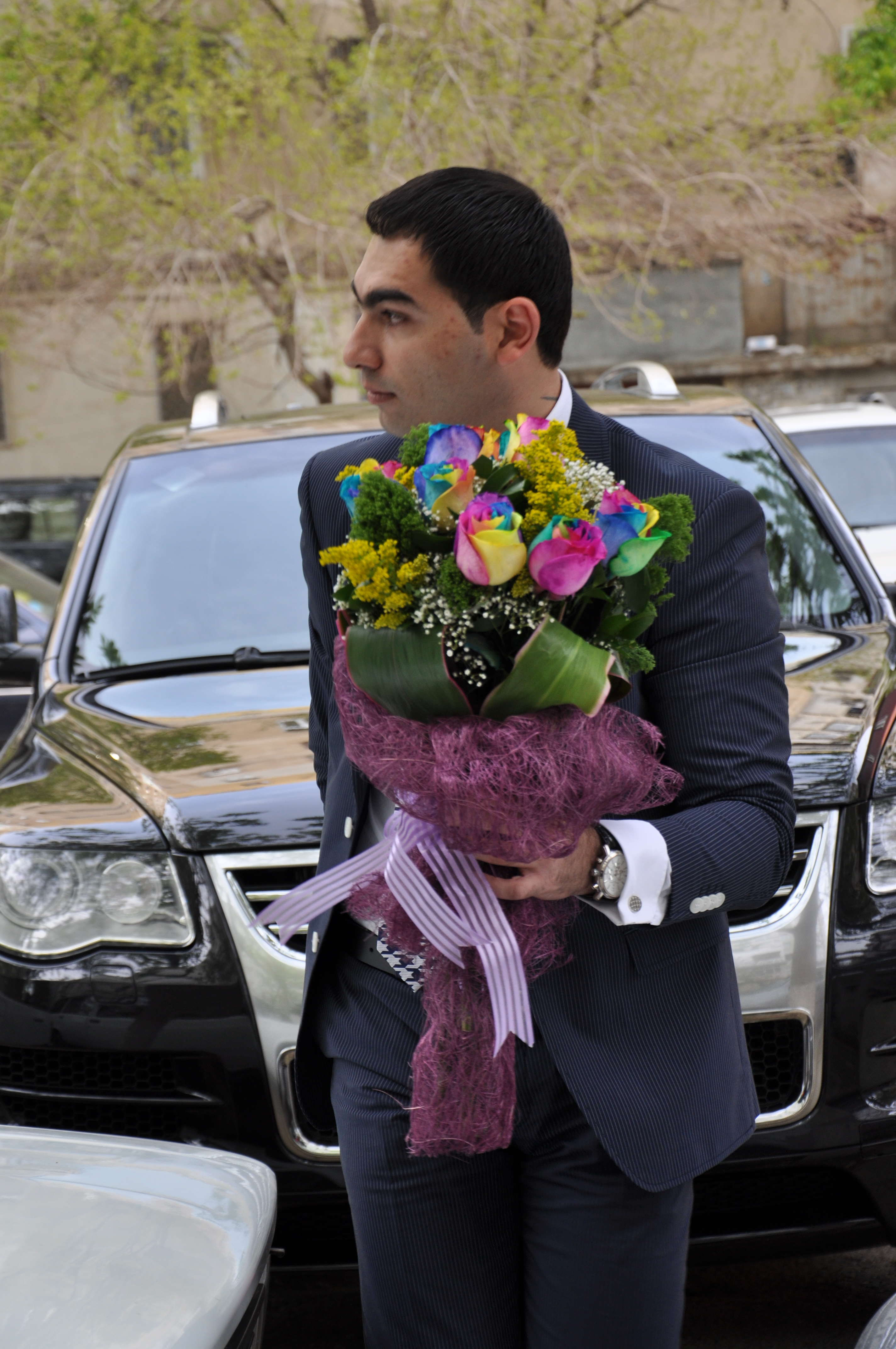
Mire azer modern

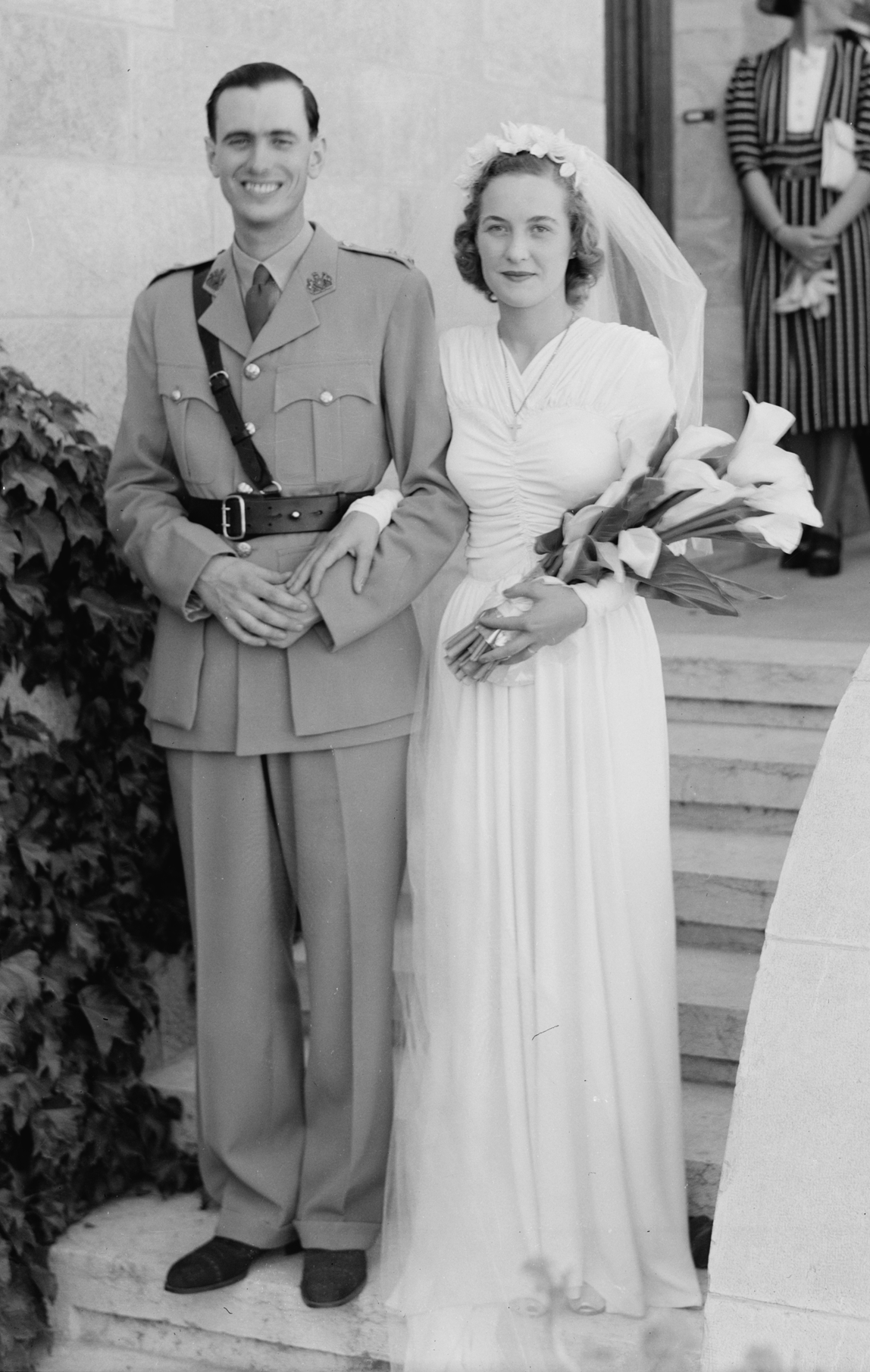
Mire îmbrăcat în uniformă militară, împreună cu mireasa lui în 1942

Un mire este un bărbat care urmează curând să se căsătorească sau care s-a căsătorit recent. Un mire este însoțit la altar de cavalerii de onoare.

## Ținută
Stilul îmbrăcăminții mirelui poate fi influențat de mai mulți factori, inclusiv de momentul zilei, de locul ceremoniei, de originea etnică a mirelui și miresei, de tipul de ceremonie și de apartenența mirelui la Forțele Armate.

### Tradiții naționale sau etnice
- În Statele Unite ale Americii, mirele poartă de obicei un costum de culoare închisă atunci când se căsătorește ziua sau un smoching atunci când se căsătorește seara.
- Tradiția britanică pentru o nuntă formală necesită ca mirele, aprozii de sex masculin și aproape toți bărbații din familie să  poarte costume de dimineață.
- Mirii de origine scoțiană poartă adesea un costum scoțian cu kilt, ca și cavalerii de onoare.
- În Norvegia mirele poate purta un costum popular de tip gákti printre populațiile sami din nord sau bunad,[1] un costum de culoare închisă sau un smoching.

## Religie

### Creștinism
În creștinism, Iisus Hristos este numit mire, în timp ce Biserica este considerată mireasa lui. În Evanghelia după Ioan, Ioan Botezătorul vorbește de Isus Hristos ca mire și menționează mireasa.
„Cel ce are mireasă este mire, iar prietenul mirelui, care stă și ascultă pe mire, se bucură cu bucurie de glasul lui. Deci această bucurie a mea s-a împlinit.”—Ioan 3:29
Vezi și Matei 9:15; 25:1-13; Marcu 2:19-20; Luca 5:34-35; Ioan 2:9; 3:29.

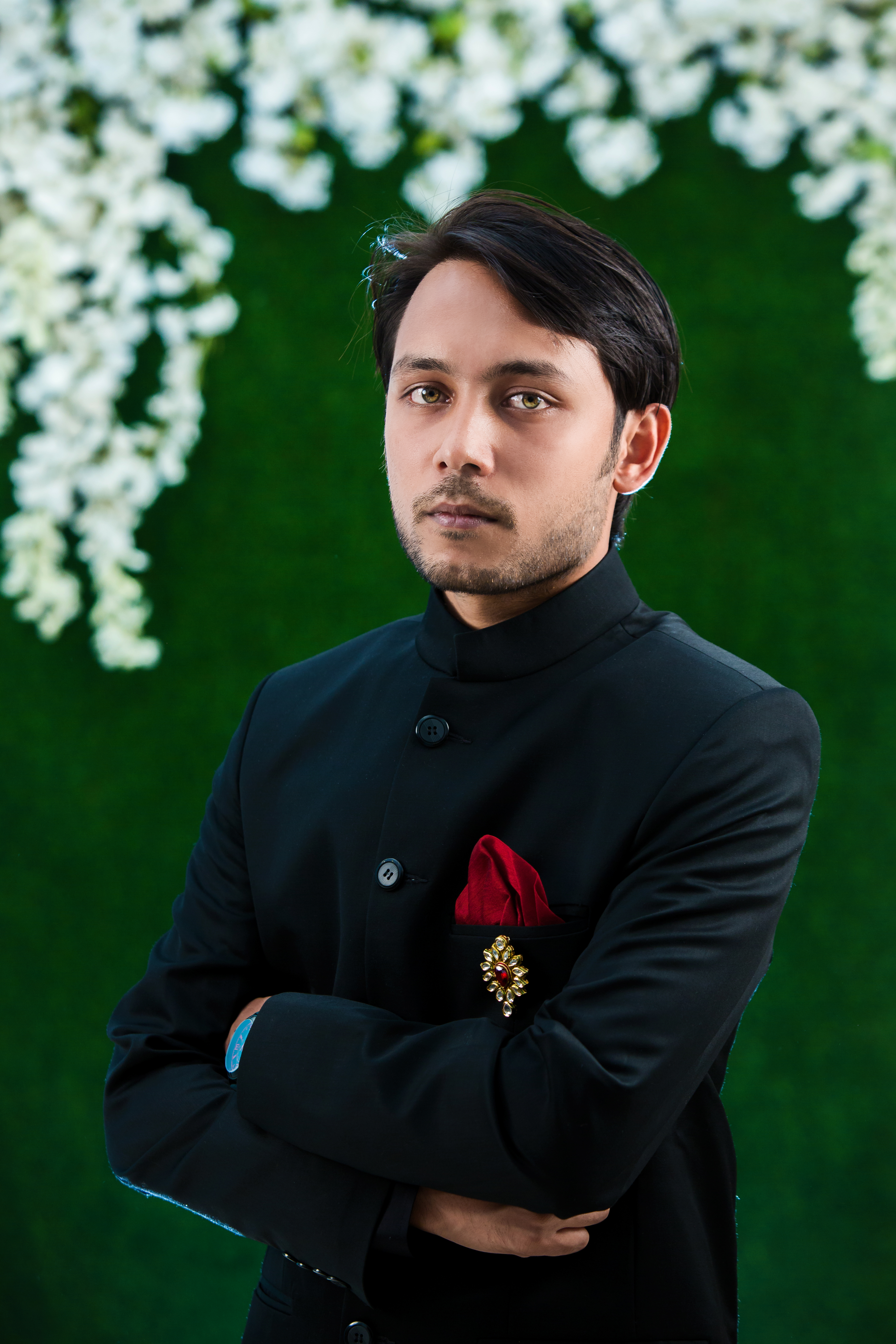
Mire din Bangladesh